# Пять франков «Пастер»
Пять франков Пастер — французская банкнота, выпущенная Банком Франции, проект банкноты пять франков Пастер появился 5 мая 1966. 3 января 1967 года Банк Франции начал печать новой банкноты. Она сменила банкноту пять франков Виктор Гюго и стала последней банкнотой этого номинала.

## История
Эта банкнота из серии посвящённой известным учёным, начатой Банком Франции в 1963 году. В рамках данной серии вышли банкноты посвящённые Вольтеру, Расину, Корнелю и Мольеру. Вся серия была выпущена в период с мая 1966 по июнь 1976 года. Начало выхода этой серии из обращения 6 июня 1976, а 15 сентября 1986 года все банкноты данной серии объявлены недействительными.

## Дизайн
Авторами банкноты стали Пьерретт Ламбер, а также гравёры Жильбер Пуайо и Анри Рено. Доминирующими цветами банкноты являются жёлтый, зелёный и синий.
Аверс: В левой части банкноты изображён портрет Пастера, расположенный на фоне Института Пастера в Париже. За Пастером расположены тутовые деревья.

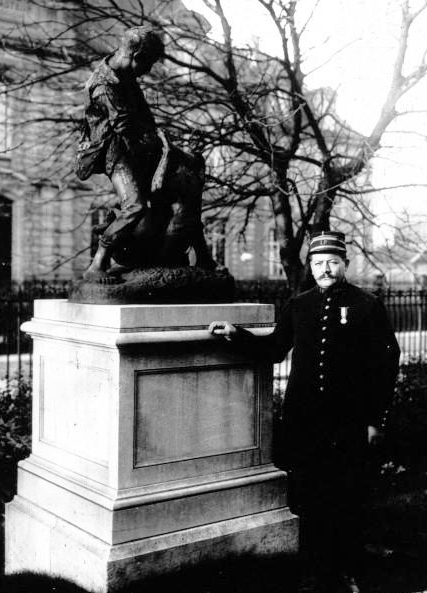
Жан-Батист Жюпиль на фоне своей статуи в 1913 году

Реверс: В правой части банкноты портрет Пастера, слева бронзовая статуя скульптора Эмиля-Луи Трюффо и Жана-Батиста Жюпиля. Статуя изображает пастуха спасающего ребёнка от бешенства. Также изображена лаборатория, в которой расположены микроскоп, пробирки и на внешнем фризе животные, используемые в экспериментах. Также в правой части банкноты, расположены кристаллы в виде мозаики, которая выложена на памятнике у могилы Пастера. Водяной знак банкноты представляет собой профиль учёного. Размеры банкноты составляют 140 мм х 75 мм.